# Rustique de Clermont
Cet article possède un paronyme, voir Rusticus.
Pour les articles homonymes, voir Rustique.
Rustique (~ - 446) est un homme d'église qui fut évêque de Clermont au Ve siècle.
Il est reconnu comme saint par l'Église catholique romaine. Il est fêté le 24 septembre.

## Biographie
Il est peut être le fils de Decimus Rusticus et d'Artemia, si cette filiation est véridique, il est possiblement le neveu par sa mère de Artemius, évêque de Clermont de 388 à 394.
Rusticus était prêtre dans la cité des Arvernes et fut élu  huitième évêque de Clermont vers 424. D'après Grégoire de Tours son élection se passa dans des circonstances particulières. Après la mort de Vénérand, une assemblée fut réunie pour élire le nouvel évêque. Alors que les discussions allaient bon train, une femme très pieuse s'est avancée et a annoncé que Dieu avait choisi le successeur et que celui-ci se présenterait spontanément. C'est alors que Rustique, un prêtre du diocèse, arriva et fut désigné par l'annonciatrice.
Rustique était vulgairement  appelé « Rotiri ».